# Tetrahedron: Asymmetry
Tetrahedron: Asymmetry (abrégé en Tetrahedron-Asymmetry) est une revue scientifique bimensuelle à comité de lecture qui publie des articles, des communications et des articles de revue concernant le domaine de l'asymétrie dans la chimie organique, inorganique, organométallique et physique.
D'après le Journal Citation Reports, le facteur d'impact de ce journal était de 2,155 en 2014. L'actuel directeur de publication est S.G. Davies (Université d'Oxford, Royaume-Uni).